# 100.ª Brigada Mixta (Ejército Popular de la República)
La 100.ª Brigada Mixta fue una unidad del Ejército Popular de la República creada durante la Guerra Civil Española. Perteneciente a la 11.ª División, desde su creación constituyó una unidad de choque del Ejército republicano. A lo largo de su existencia se distinguió por su severidad en la disciplina y el rigor.

## Historial
La 100.ª Brigada Mixta fue creada en la localidad alicantina de Alcoy en junio de 1937. La base de su creación fue a partir de un batallón de la 1.ª Brigada Mixta mandado por el mayor Luis Rivas Amat (que automáticamente asumió el mando de la Brigada), y tres mil reclutas de la quinta de 1931 de las provincias de Jaén, Córdoba y Murcia. La unidad quedó adscrita a la 11.ª División del V Cuerpo de Ejército, manteniéndose así durante el resto de la guerra.

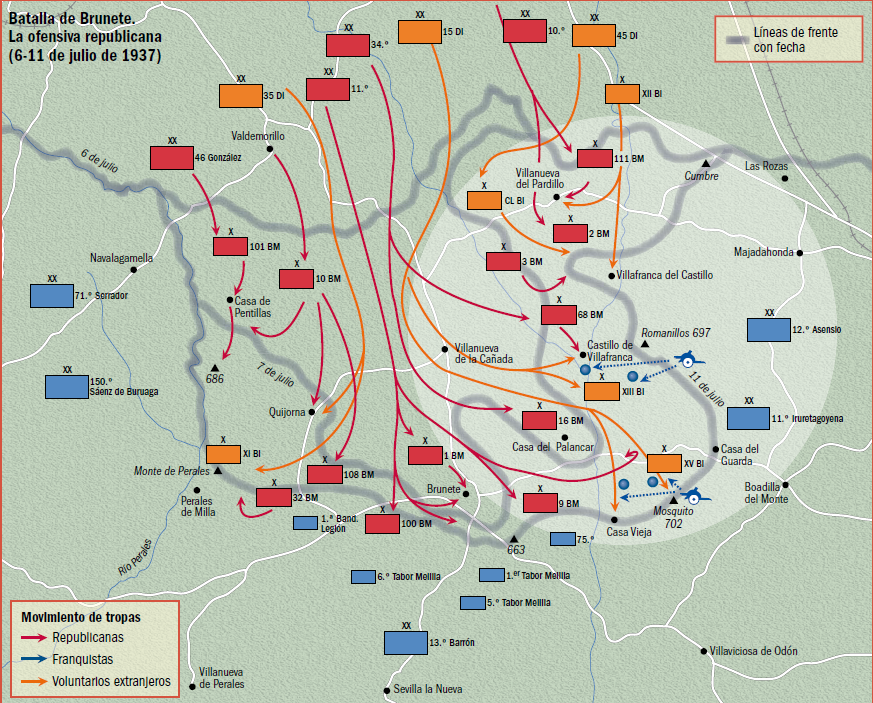
Mapa del ataque republicano en el sector de Brunete. Operaciones del 6 a 11 de julio de 1937.

### Batalla de Brunete
Su primera acción bélica fue durante la Batalla de Brunete. El 5 de julio inició una infiltración nocturna con dos de sus batallones, rebasando por la derecha la población de Brunete para avanzar sobre Sevilla la Nueva y Navalcarnero, mientras sus otros dos batallones ponían cerco a la población, logrando entrar en ella al día siguiente. Tres días después la lucha principal se había trasladado hacia al sur, en la carretera de Boadilla. Sin embargo, para entonces la ofensiva republicana se había convertido en una sangrienta batalla, y las bajas empezaron a ser importantísimas. Sirva como ejemplo que durante toda la batalla de Brunete la 100.ª BM perdió a 206 jefes y oficiales. Las contraofensivas de las unidades franquistas fueron cada vez mayores y el 24 de julio la brigada tuvo que evacuar la ya destruida Brunete. A partir de este momento, ambos bandos dieron por terminada la lucha. La 100.ª Brigada Mixta se había mostrado en su bautismo de fuego como una unidad aguerrida y eficaz, lo que la llevaría a tomar parte durante el resto de la contienda en las grandes batallas.

### Frente de Aragón
En el mes de agosto la brigada se trasladó a Caspe, donde colaboró junto al resto de la 11.ª División en la disolución del Consejo Regional de Defensa de Aragón. A finales de mes, participó en la Ofensiva de Zaragoza: en una nueva maniobra audaz, como la que ya había realizado en Brunete, la brigada se infiltró tras las líneas franquistas hasta alcanzar Fuentes de Ebro. Además, también logró tomar la localidad de Mediana.
El 15 de diciembre de 1937 la 100.ª BM fue una de las unidades que participó en la ofensiva sobre Teruel, partiendo desde sus posiciones en El Mansueto con la misión de cortar la línea de ferrocarril y la carretera que unían Teruel con Zaragoza, pero también para ocupar las alturas próximas a Concud, para establecer una línea defensiva que asegurara el cerco de Teruel. Efectivamente, el 29 de diciembre, tuvo que resistir en este lugar un fuerte ataque de infantería y tanques del enemigo que intentaba levantar el sitio a la ciudad. Con numerosas bajas al día siguiente fue relevada por efectivos de la 68.ª División. El 7 de enero de 1938 Teruel cayó finalmente en manos republicanas. El 22 de enero la 100.ª BM pasó a la reserva y se dirigió a Madrid para reequiparse. Sin embargo, debido a los constantes contraataques del enemigo, el 9 de febrero hubo de volver al frente de Teruel. Diez días después ya se encontraba combatiendo en primera línea de combate, en la zona de Salvacañete. Para el 22 de febrero estaba previsto un contraataque, pero este fue cancelado ya que ese mismo día las fuerzas franquistas habían recapturado la capital turolense< Tras el final de los combatesla unidad se encontraba muy desgastada.
En marzo, tras el comienzo de la ofensiva franquista en Aragón, la 100.ª BM defendía el frente que iba desde Calanda hasta el río Ebro. La brigada trató de retirarse a Alcañiz, pero esta ya había caído incluso antes de que la unidad llegara allí. Tuvo que retirarse hacia Valdealgorfa, estableciendo allí una línea defensiva que lograrían mantener durante algunos días. Desde Valdealgorfa la 100.ª BM logró rechazar varios ataques en un frente que iba desde el río Canaleta y La Venta de Camposines, pero hubo de retirarse nuevamente ante la superioridad enemiga. Tras las batallas de Aragón la brigada quedó nuevamente en la reserva, destinada en la cabeza de puente de Balaguer.

### El Ebro y Cataluña

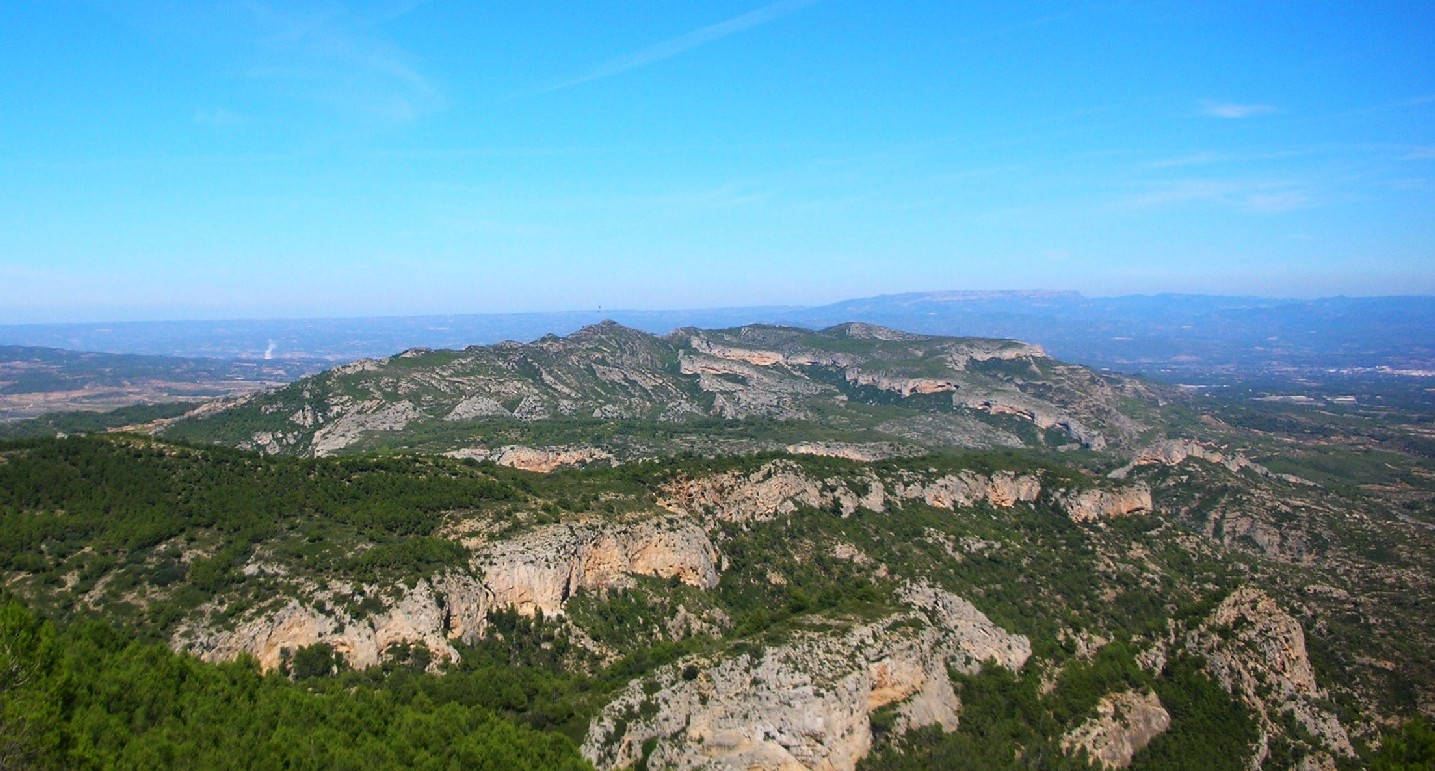
Vista de la Sierra de Pandols.

El 25 de julio la 100.ª BM cruzó el Ebro por la zona de Ginestar, ocupando rápidamente Miravet y Pinell de Bray. También se hizo con el control de un importante número de alturas. Pero tuvo que hacer frente a una pronta contraofensiva franquista y el 30 de julio perdió las cotas 624, 648 y 644 en la Sierra de Pandols. Entonces la brigada se vio obligada a establecerse en la llamada vertiente Sur, ocupando las posiciones del flanco derecho, hacia Puig Caballé. Situada en estas nuevas posiciones, entre el 10 y 14 de agosto el grueso de la unidad sufrió el fuego devastador de la artillería adversaria y las cargas continuadas de la infantería. Consecuencia de este continuo bombardeo, las bajas fueron muy elevadas: resultaron heridos el comandante de la brigada (que sería sustituido por el mayor de milicias Eduardo García) y su comisario, y también resultó muerto el jefe del 1.er batallón.
La unidad hubo de retirarse a retaguardia para proceder a su reorganización. El 27 de agosto volvería a ocupar sus anteriores posiciones y tras acudir, en los primeros días de septiembre, en apoyo de la 27.ª División en Corbera, el 5 de septiembre perdió la Ermita de Santa Madrona, posición clave de la Sierra de Pandols. Pero había resultado tan maltrecha en estos últimos combates que tuvo que ser retirada de nuevo del frente, aunque todavía volvería a Pandols, donde por muy poco estuvo a punto de ser cercada el 30 de octubre. El 5 de noviembre volvía a cruzar el Ebro por Benifallet.
Los combates en el Ebro habían supuesto para la brigada un tremendo desgaste tanto en hombres como material, por lo que tras volver a la retaguardia la unidad fue enviada a la zona de Borjas Blancas. Allí se encontraba cuando le sorprendió el comienzo de la ofensiva franquista sobre Cataluña. El 25 de diciembre marchó a la zona de Aspe-Alcanó para intentar contener los ataques enemigos, cosa que no logró, debiendo retroceder. Durante el curso de la retirada se sucidaron el nuevo jefe de la brigada, mayor Alabau, y el nuevo comisario, Hipólito del Olmo. Para el 17 de enero de 1939 se encontraba defendiendo el frente en Igualada y el 3 de febrero ya había retrocedido hasta Gerona. Tres días después hubo de abandonar la localidad de Sarriá de Ter y trató de organizar una línea defensiva en el río Muga. Finalmente, al atardecer del 9 de febrero la 100.ª BM cruzó la frontera por el puesto fronterizo de Port-Bou.

## Mandos
Comandantes
- Mayor de milicias Luis Rivas Amat;
- Mayor de milicias Santiago Aguado Calvo;[8]
- Mayor de milicias Eduardo García;
- Mayor Alabau;

Comisarios
- Andrés Ramírez Ortiz, del PCE;[9]
- Hipólito del Olmo, del PCE;